# 催产素酶
催产素酶（Oxytocinase）是一種可以代謝催产素的酶。最著名的催产素酶是Leucyl-cystinyl氨肽酶，本身也是腦啡肽酶，已知也有其他的催产素酶。懷孕時，催产素酶可以平衡催产素的濃度，因為隨著胎兒成長，胎兒分泌的催产素會增加，催产素酶會分解胎兒分泌的催产素，以維持平衡。有研究發現催产素酶的濃度會隨胎齡漸漸增加，直到分娩為止，因此胎兒的發育可以用催产素酶濃度進行評估。

## 抑制劑
阿嗎他定、短整合蛋白（ubenimex）及嘌呤霉素都可以抑制催产素的代謝，不過他們也會抑制其他多肽（像是後葉加壓素、甲硫腦素及強啡肽等）的分解。EDTA、L-甲硫氨酸、邻二氮菲及磷酸阿米酮也會抑制催产素的代謝。